# Symbittacus scitulus
Symbittacus scitulus är en näbbsländeart som beskrevs av George W. Byers 1986. Symbittacus scitulus ingår i släktet Symbittacus och familjen styltsländor. Inga underarter finns listade i Catalogue of Life.